# Ilha das Flores (kommun)
Ilha das Flores är en kommun i Brasilien.   Den ligger i delstaten Sergipe, i den östra delen av landet, 1 400 km öster om huvudstaden Brasília. Antalet invånare är 8 348.
Omgivningarna runt Ilha das Flores är en mosaik av jordbruksmark och naturlig växtlighet. Runt Ilha das Flores är det ganska tätbefolkat, med 155 invånare per kvadratkilometer.